# Philipp Max
Philipp Max (Viersen, 30 september 1993) is een Duits voetballer die doorgaans als linksback speelt. Hij verruilde PSV in juli 2023 voor Eintracht Frankfurt , dat hem in het voorgaande halfjaar al huurde. Max debuteerde in 2020 in het Duits nationale team.

## Achtergrond
De in Polen geboren Martin Max, vader van Philipp, was zelf profvoetballer en speelde in de Bundesliga voor Borussia Mönchengladbach, FC Schalke 04, TSV 1860 München en Hansa Rostock, hij was ook twee keer topscorer in de Bundesliga. In 2002 speelde Martin Max ook een wedstrijd voor het Duitse nationale voetbalelftal. De moeder van Philipp was ook een voetballer en maakte deel uit van het team voor de regionale selectie van Westfalen. Philipp werd geboren in Viersen bij de Nederlandse grens toen Martin Max voor Borussia Mönchengladbach speelde. Toen Martin Max bij FC Schalke 04 kwam, verhuisde Philipp met zijn familie naar het Ruhrgebied. In 1999 vertrok Martin Max om zich aan te sluiten bij TSV 1860 München en Philipp Max groeide nu op in Beieren. Zelfs toen Martin Max in het seizoen 2003/04 voor FC Hansa Rostock speelde, woonde Philipp Max in Beieren.

## Clubcarrière
Max speelde in de jeugd bij SC Baldham, TSV 1860 München, Bayern München en Schalke 04. In 2012 werd hij toegevoegd aan de selectie van Schalke 04 II, dat in de Regionalliga West uitkwam op dat moment. Max debuteerde op 25 maart 2014 in het eerste team, tijdens een derby tegen Borussia Dortmund in de Bundesliga. Hij viel in de toegevoegde tijd in voor Julian Draxler. Drie dagen later mocht hij opnieuw invallen voor Draxler, thuis tegen Hertha BSC. Het bleven zijn enige twee wedstrijden in de hoofdmacht van de club.
Schalke verkocht Max in 2014 aan Karlsruher SC, waarmee hij in de 2. Bundesliga ging spelen. Hiermee werd hij dat seizoen derde, wat recht gaf op een poging om te promoveren naar de Bundesliga tegen de nummer zestien daarvan in het voorgaande seizoen, Hamburger SV. Dit mislukte. Max kreeg zelf alsnog een opstap naar het hoogste niveau. Hij tekende in augustus 2015 een contract tot medio 2017 bij FC Augsburg, de nummer vijf van de Bundesliga in het voorgaande seizoen. In zijn verbintenis werd een optie voor nog drie seizoenen opgenomen. Die werd niet gelicht. In plaats daarvan tekende hij in juli 2017 bij tot medio 2022. Max speelde in vijf jaar 145 wedstrijden voor Augsburg in de Bundesliga. Nadat hij in zijn eerste twee seizoenen ook nog weleens op de bank begon, stond hij van 2017 tot en met 2020 ieder jaar dertig of meer speelronden in de basisopstelling. Daarbij maakte hij in 2019/20 acht doelpunten, een persoonlijk record.
Max arriveerde op 1 september 2020 in Eindhoven voor een medische keuring bij PSV. Zijn transfer naar de Nederlandse club werd een dag later bevestigd. PSV betaalde een transfersom van 8 miljoen euro voor hem. Coach Roger Schmidt maakte Max ook hier meteen basisspeler. Hij speelde zo in 2020/21 in 31 van de 34 speelronden. Hierin scoorde hij tegen Heracles Almelo, Willem II, VVV-Venlo, AZ en Sparta Rotterdam en gaf hij ook acht assists. Max bleef ook in de anderhalf jaar daarna hoofdzakelijk basisspeler, maar moest ook regelmatiger plaatsnemen op de bank. Zijn aandeel in het aanvalsspel van PSV werd ook kleiner. Max won in 2021/22 de KNVB Beker met PSV. Hij stond in de basis in alle vijf de speelronden dat toernooi.
Max vertrok in januari 2023 op huurbasis naar Eintracht Frankfurt. Dat bedong daarbij ook een optie tot koop. Hij speelde zo in de tweede seizoenshelft van 2022/23 voor het eerst in de Champions League, in de achtste finale tegen Napoli. Max verruilde PSV in juli 2023 definitief voor Eintracht Frankfurt.

## Clubstatistieken
| Seizoen     | Club             | Competitie   | Competitie | Competitie | Beker | Beker | Internationaal | Internationaal | Totaal | Totaal |
| Seizoen     | Club             | Competitie   | Wed.       | Dlp.       | Wed.  | Dlp.  | Wed.           | Dlp.           | Wed.   | Dlp.   |
| ----------- | ---------------- | ------------ | ---------- | ---------- | ----- | ----- | -------------- | -------------- | ------ | ------ |
| 2012/2013   | FC Schalke 04 II | Regionalliga | 32         | 2          | 0     | 0     | —              | —              | 32     | 2      |
| 2013/2014   | FC Schalke 04 II | Regionalliga | 22         | 1          | 0     | 0     | —              | —              | 22     | 1      |
| Club totaal | Club totaal      | Club totaal  | 54         | 3          | 0     | 0     | 0              | 0              | 54     | 3      |

| Seizoen        | Club                  | Competitie     | Competitie | Competitie | Beker | Beker | Internationaal | Internationaal | Totaal | Totaal |
| Seizoen        | Club                  | Competitie     | Wed.       | Dlp.       | Wed.  | Dlp.  | Wed.           | Dlp.           | Wed.   | Dlp.   |
| -------------- | --------------------- | -------------- | ---------- | ---------- | ----- | ----- | -------------- | -------------- | ------ | ------ |
| 2013/2014      | FC Schalke 04         | Bundesliga     | 2          | 0          | 0     | 0     | —              | —              | 2      | 0      |
| Club totaal    | Club totaal           | Club totaal    | 2          | 0          | 0     | 0     | 0              | 0              | 2      | 0      |
| 2014/2015      | Karlsruher SC         | 2.Bundesliga   | 22         | 0          | 1     | 0     | —              | —              | 23     | 0      |
| 2015/2016      | Karlsruher SC         | 2.Bundesliga   | 1          | 0          | 0     | 0     | —              | —              | 1      | 0      |
| Club totaal    | Club totaal           | Club totaal    | 23         | 0          | 1     | 0     | 0              | 0              | 24     | 0      |
| 2015/2016      | FC Augsburg           | Bundesliga     | 26         | 0          | 1     | 0     | 4              | 0              | 31     | 0      |
| 2016/2017      | FC Augsburg           | Bundesliga     | 25         | 1          | 1     | 0     | 0              | 0              | 26     | 1      |
| 2017/2018      | FC Augsburg           | Bundesliga     | 33         | 2          | 1     | 0     | 0              | 0              | 34     | 2      |
| 2018/2019      | FC Augsburg           | Bundesliga     | 30         | 4          | 4     | 0     | 0              | 0              | 34     | 4      |
| 2019/2020      | FC Augsburg           | Bundesliga     | 31         | 8          | 0     | 0     | 0              | 0              | 31     | 8      |
| Clubtotaal     | Clubtotaal            | Clubtotaal     | 145        | 15         | 7     | 0     | 4              | 0              | 156    | 15     |
| 2020/2021      | PSV                   | Eredivisie     | 31         | 5          | 3     | 1     | 10             | 0              | 44     | 6      |
| 2021/2022      | PSV                   | Eredivisie     | 25         | 1          | 5     | 0     | 17             | 1              | 47     | 2      |
| 2022/2023      | PSV                   | Eredivisie     | 14         | 0          | 1     | 0     | 9              | 0              | 24     | 0      |
| Clubtotaal     | Clubtotaal            | Clubtotaal     | 70         | 6          | 9     | 1     | 36             | 1              | 115    | 8      |
| 2022/2023      | → Eintracht Frankfurt | Bundesliga     | 10         | 0          | 3     | 0     | 2              | 0              | 15     | 0      |
| 2023/2024      | Eintracht Frankfurt   | Bundesliga     | 3          | 0          | 1     | 0     | 1              | 0              | 5      | 0      |
| Clubtotaal     | Clubtotaal            | Clubtotaal     | 13         | 0          | 4     | 0     | 3              | 0              | 20     | 0      |
| Carrièretotaal | Carrièretotaal        | Carrièretotaal | 253        | 21         | 21    | 1     | 43             | 1              | 317    | 23     |

Bijgewerkt t/m 10 september 2023.

## Erelijst
| KNVB Beker           | 1x | 2021/22    |
| Johan Cruijff Schaal | 2x | 2021; 2022 |

## Internationale carrière
Max maakte deel uit van het Duitse team dat tweede werd op de Olympische Zomerspelen 2016. Hij was als invaller actief in drie van de zes wedstrijden die Duitsland speelde en scoorde in de met 0–4 gewonnen kwartfinale tegen Portugal.
Max werd op 6 november 2020 voor het eerst opgeroepen voor het Duitse nationale elftal. Hij maakte op 11 november 2020 zijn debuut, in een oefeninterland tegen Tsjechië. Hij mocht van bondscoach Joachim Löw in de basis beginnen en werd in de 69ste minuut vervangen door Nico Schulz. Drie dagen later speelde hij zijn tweede wedstrijd, en zijn eerste competitieve (in de Nations League), voor Duitsland tegen Oekraïne.
| Interlands van Philipp Max voor Duitsland | Interlands van Philipp Max voor Duitsland | Interlands van Philipp Max voor Duitsland | Interlands van Philipp Max voor Duitsland | Interlands van Philipp Max voor Duitsland | Interlands van Philipp Max voor Duitsland |
| No.                                       | Datum                                     | Wedstrijd                                 | Uitslag                                   | Competitie                                |                                           |
| Als speler bij PSV                        | Als speler bij PSV                        | Als speler bij PSV                        | Als speler bij PSV                        | Als speler bij PSV                        | Als speler bij PSV                        |
| ----------------------------------------- | ----------------------------------------- | ----------------------------------------- | ----------------------------------------- | ----------------------------------------- | ----------------------------------------- |
| 1.                                        | 11 november 2020                          | Duitsland – Tsjechië                      | 1 – 0                                     | Vriendschappelijk                         |                                           |
| 2.                                        | 14 november 2020                          | Duitsland – Oekraïne                      | 3 – 1                                     | UEFA Nations League 2020/21               |                                           |
| 3.                                        | 17 november 2020                          | Spanje – Duitsland                        | 6 – 0                                     | UEFA Nations League 2020/21               |                                           |

1 Trapp  ·
3 Theate ·
4 Koch ·
5 Amenda ·
6 Højlund ·
7 Marmoush ·
8 Chaïbi ·
9 Matanović ·
11 Ekitike ·
13 Kristensen ·
15 Skhiri ·
16 Larsson ·
18 Dahoud ·
19 Bahoya ·
20 Uzun ·
21 Brown ·
22 Chandler ·
23 Lisztes ·
26 Ebimbe ·
27 Götze ·
28 Wenig ·
29 Nkounkou ·
33 Grahl ·
34 Collins ·
35 Tuta ·
36 Knauff ·
37 Santos ·
41 Onguéné ·
44 Bautista ·
45 Loune ·
47 Fenyő ·
Coach: Toppmöller
· Keeperstrainer: Zimmermann
1 Horn ·
2 Toljan ·
3 Klostermann ·
4 Ginter ·
5 Süle ·
6 S. Bender ·
7 Meyer ·
8 L. Bender ·
9 Selke ·
10 Goretzka  ·
11 Brandt ·
12 Huth ·
13 Max ·
14 Bauer ·
15 Christiansen ·
16 Prömel ·
17 Gnabry ·
18 Petersen ·
22 Oelschlägel ·
Coach: Hrubesch